# Kosuke Nakamachi
Kosuke Nakamachi (født 1. september 1985) er en japansk fodboldspiller.
Han har spillet for flere forskellige klubber i sin karriere, herunder Shonan Bellmare, Avispa Fukuoka og Yokohama F. Marinos.